# Theodor Aufrecht
Theodor Aufrecht (født 7. januar 1822 i Leśnica i Øvreschlesien, død 3. april 1907 i Bonn) var en tysk sanskritist og sprogforsker.
Aufrecht studerede i Berlin (1842-46) under Bopp, Böckh, Lachmann med flere, 1850-52 privatdocent i Berlin (sanskrit og gamle nordiske sprog, navnlig angelsachsisk); 1849-51 udgav han med Kirchhoff det epokegørende værk Umbrische Sprachdenkmäler (Berlin, 2 bind); 1852 stiftede han med Adalbert Kuhn Zeitschrift für vergleichende Sprachforschung. Samme år rejste han til England for at studere sanskrithåndskrifter, deltog i Friedrich Max Müllers udgve af Rigveda, blev ansat ved den Bodleianske Håndskriftsamling i Oxford og udarbejdede det mønsterværdige arbejde Catalogus codicum Sanscritorum bibliothecae Bodleianae Oxoniensis (Oxford 1864). Fra 1862 var han professor i sanskrit ved universitetet i Edinburgh, derefter 1875 i Bonn. Ved rejser i Sverige og Norge gjorde han sig fortrolig med de skandinaviske sprog, ligesom han også foretog lange studierejser i Belgien, Frankrig og Holland. Foruden ovennævnte arbejder og talrige artikler i tidsskrifter (særlig Zeitschrift für vergleichende Sprachforschung; Zeitschrift der deutschen morgenländischen Gesellschaft; Philogical Journal) har han udgivet: De accentu compositorum Sanscritorum (Bonn 1847); Ujjvaladatta’s commentary on the Uṇādisūtras (sammesteds 1859); Halāyudha’s Abhidhānaratnamālā (London 1861); A Catalogue of Sanscrit Manuscripts in the library of Trinity College Cambridge (Cambridge 1869); Über die Paddhati von Sārngadhara (i Zeitschrift der deutschen morgenländischen Gesellschaft, 27. bind 1873); Blüten aus Hindostan (Bonn 1873); The ancient languages of Italy (Oxford 1875); Das Aitareya-Brāhmaṇa (sammesteds 1879); Catalogus Catalogorum, an alphabetical register of Sanscrit works and authors (Leipzig 1891); frem for alt Die Hymnen des Ṛigveda (i Webers Indische Studien Berlin 1861-63, 2. udgave 1877), den første fuldstændige udgave af Rigveda.